# Ладошин Георгій Іванович
Георгій Іванович Ладошин (1892, Російська імперія — 1973, місто Москва, тепер Російська Федерація) — радянський діяч. Член ВЦВК. Член Центральної контрольної комісії ВКП(б) у 1925—1930 роках. 

## Життєпис
Працював робітником-електромонтером у Москві.
Член РСДРП(б) з березня 1917 року. Учасник Жовтневого перевороту 1917 року.
На 1925—1927 роки — електромонтер Октябрської залізниці в Москві.
Потім — пенсіонер у Москві.
Помер 1973 року в Москві.